# Sitio de Hagenau (1705)
El sitio de Haguenau fue un asedio de la guerra de sucesión española llevado a cabo desde el 27 de septiembre hasta el 5 de octubre de 1705 en el que un ejército imperial bajo el mando del mariscal de campo Johann Karl von Thüngen sitió y capturó la ciudad fortificada francesa de Haguenau a orillas del río Rin en Alsacia.

## Antecedentes
Mientras el principal ejército aliado, bajo el mando del duque de Marlborough, estaba operando contra los franceses en los Países Bajos Españoles, un ejército francés bajo el mando del mariscal Claude de Villars en Alsacia capturó Wissembourg a principios de julio e intentó desalojar a los imperiales de su posición cerca de Lauterbourg si bien fue derrotado por Johann Karl von Thüngen que había tomado el relevo de Louis William, margrave de Baden-Baden.

## El sitio
Un destacamento francés capturó Homburg el 27 de julio, y la guarnición del Palatinado acordó retirarse a Mannheim. El 28 de agosto, las fuerzas imperiales, comandadas por el margrave de Baden-Baden y reforzadas por 16 000 soldados de las tropas prusianas y del Palatinado, con 10 batallones de infantería y 20 escuadrones de caballería, rompieron las líneas de Haguenau, una línea francesa de fortificaciones de campaña, avanzaron hacia la Baja Alsacia y puso sitio, primero a Drusenheim y luego a Haguenau el 27 de septiembre; esta última ciudad cayó el 5 de octubre. Después de una escasa resistencia, la guarnición francesa ofreció rendirse con condiciones, que fueron rechazadas por Thüngen, que quería encarcelarla. Dejó a 400 soldados y heridos dentro para distraer a los franceses, el gobernador francés Peri escapó de Haguenau bajo la protección de la noche hacia Saverne con una tropa de 2000 soldados. La fuerza imperial compuesta de 20 escuadrones de infantería prusiana y de Wurtemberg no los detuvo. El destacamento de 400 hombres escapó poco después. Louis de Baden estaba indignado por este fracaso. Los ejércitos opositores se retiraron a sus cuarteles de invierno más tarde ese mes. Los ejércitos imperiales establecieron una cabeza de puente a través del río Rin.